# モノリス (2001年宇宙の旅)

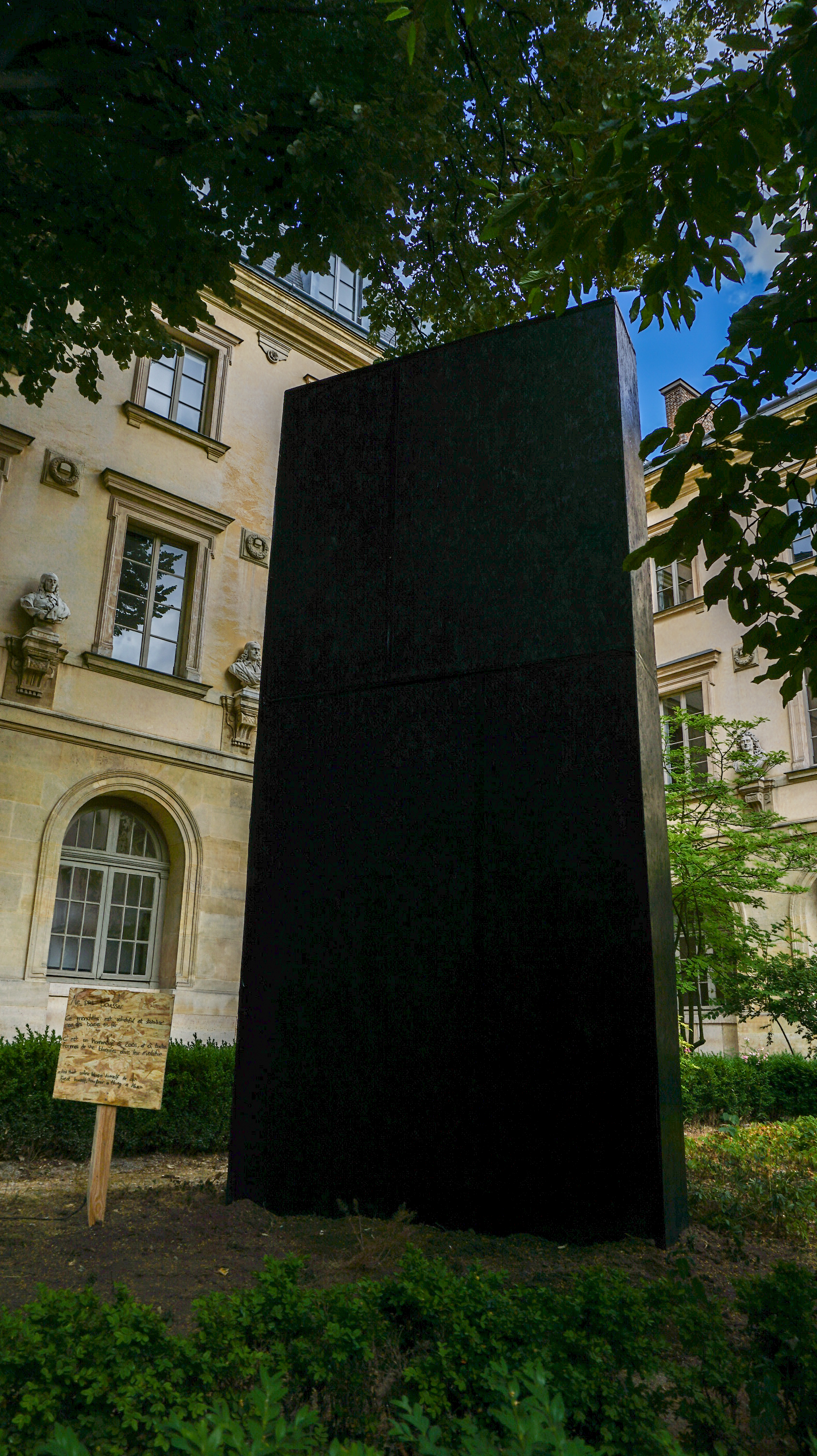
パリの高等師範学校にあるレプリカのモノリス(2020)

モノリスは、SF作品『2001年宇宙の旅』シリーズに登場する、石柱状の謎の物体。
なお、元来のモノリス（英語の一般名詞 monolith ）は、「ひとつの、または孤立した岩」という意味のギリシャ語から派生したラテン語に由来する普通名詞であり、石柱、記念碑、オベリスク等の人工物、およびウルル（エアーズロック）、ストーン・マウンテン等の巨石を指す。

## 特徴
大きさはものによって異なる。形状は四角柱で各辺の比は1：4：9という最初の3つの自然数の二乗となっている。これは人工物であることを見ている側に視覚的に意識させるためである。また、この数列は最初の3次元で終わってはいない。
素材は硬質で、どんな物質で出来ているのかは一切不明。外見は非常に滑らかで傷一つなく、人類の技術では物理的に破壊できず、解析も受け付けなかった。色は基本的に黒で、光をほとんど反射しない。ただし小説版『2001年宇宙の旅』では、300万年前に出現したモノリスは透き通っているとの記述がある（映画版では技術的な問題のため再現できず、他のモノリス同様に黒く描かれた）。
表紙アートや映画では、1：4：9よりもずっと厚みが薄く描かれることが多い。また、希に光を強く反射する。

## 基本的な役割
モノリスとは一言でいえば、「魁種族」という地球外知的生命の道具である。様々な用途に使われる高い汎用性を持ち、ある生物の劇的な進化を促すものもあれば滅ぼすためのものもあるなど、役割は各モノリスによって異なっている。モノリスそれ自体に意志は無く、いわば極めて高度なコンピュータと考えられる。

## 各モノリスの詳細
以下に2001年宇宙の旅シリーズに登場するモノリスの詳細を挙げる。なおTMAとはTycho Magnetic Anomaly（ティコ磁気異常）の略である。また『2001年宇宙の旅』と『2010年宇宙の旅』は映画版と小説版で若干の違いがある。

### TMA・0
- 発見時期: 300万年前（映画では400万年前）
- 発見地点: アフリカ オルドヴァイ峡谷（『3001年』で言及）
- 長辺: 約4.0 m - 5.0 m
- 役割: ヒトザルの知的生命への進化を助長
- その他特徴: 小説版『2001年宇宙の旅』ではほかのモノリスと違い唯一色が透明である。2010年の事件の後に人類の調査隊に発見され、人類の進化がモノリスにより促された事が示された。3000年代にモノリスが人類抹殺を企てた際に消失している。

### TMA・1
「ティコモノリス」と呼ばれる。
- 発見時期: 1999年（映画「2010年」による）
- 発見地点: 月面ティコクレーター
- 長辺: 3.375 m
- 役割: 人類が衛星に到達するほど進化したことをTMA・2に伝える
- その他特徴: 地下6 m（映画では12 m）に埋まっており非常に強い磁性を持つ。このため月探査の過程でティコクレーターに磁気異常があることが発見され、当初TMA（Tycho Magnetic Anomaly、ティコ磁気異常）と呼ばれていた。磁気異常の中心からモノリスが発掘された後、太陽光を受けた瞬間に強力な電波を土星（映画版では木星）のTMA・2および450光年離れた主人に向けて発信した。一種のアラーム（警報装置）だったと見られる。各国共同の解析作業の後に地球の国連本部ビル前に移設され、3000年代にモノリスが人類抹殺を企てた際に消失している。

### TMA・2

#### 小説版『2001年』
「ビッグブラザー」と呼ばれる。
- 発見時期: 2001年
- 発見地点: 土星の衛星ヤペタス地表
- 長辺: 600 m近く
- 役割: スターゲートを開く。近づいてきた地球人（ボーマン）を、スターゲートを通じて宇宙の彼方へ転送し、そこで肉体を脱した精神のみの生命体（スターチャイルド）へと進化させる
- その他特徴: ボーマンが近づいて確認すると、そこは大きな穴となっており宇宙が広がっていた。「信じられない！……星がいっぱいだ！」これがボーマンの最後の交信内容である。

#### 小説版『2001年』以外
「ビッグ・ブラザー」または「ザガートカ」と呼ばれる。
- 発見時期: 2001年
- 発見地点: 木星とイオの第1ラグランジュ点
- 長辺: 2 km以上
- 役割: スターゲートを開く。2010年ごろ、木星に移動して大量に増殖し、木星を第二の太陽（ルシファー）にする
- その他特徴: 2時間ごとに分裂を繰り返す、一種のフォン・ノイマン・マシーン的な性質を発現していた。

### グレート・ウォール
- 出現時期: 2010年ごろ
- 出現地点: 木星の衛星エウロパ
- 長辺: 20 km以上
- 役割: エウロパ人の進化を助長。人類のエウロパへの着陸を阻害する。風除けの役割もはたす？
- その他特徴: 長辺を横にして立っている。本来は直立するはずだったが事故で転倒したもので、一部機能に支障をきたした可能性がある。

### 『2061年』で出現したモノリス
名称なし。
- 出現時期: 2061年
- 出現地点: エウロパへ向かう宇宙旅客船ユニバース号船内、ヘイウッド・フロイド博士の客室
- 大きさ: 長辺約2 m
- 役割: フロイド博士の精神を複製し、ボーマンやHAL同様にグレート・ウォールに取り込む
- その他特徴: ボーマンとHALがグレート・ウォールの機能を一部制御して出現させた可能性がある。

### 『3001年』で出現したモノリス
名称なし。
- 出現時期: 3031年ごろ
- 出現地点: 太陽と地球の間、およびガニメデと木星（ルシファー）の間
- 大きさ: グレート・ウォールと同じ
- 役割: 人類を滅ぼす
- その他特徴: 数百万個が集まって直径1万km以上の巨大なディスクを形成し、太陽とルシファーの光を遮るが、人類の意外な反撃により消滅する。

## 魁種族（さきがけしゅぞく）
モノリスを作り出した地球外知的生命体。「Firstborn（ファーストボーン）」とも呼ばれる。『3001年終局への旅』のエピローグをのぞいて、作中に直接登場することはない。かつては有機生命体だったが、宇宙の旅を続けるうちに宇宙船に思考機能を乗せた機械生命体、そして放射線生命体を経て純粋なエネルギー生命体へと自らを進化させていった。現在では思うがままに銀河系のあちこちを行き来できるほどの、「神」とも呼べる能力を手にしている。感情などは未だに持ち続けているようである。
銀河系の様々な星で生命の進化や絶滅を促しながら知的生命体の創造を試みており、人類も彼らが実験として、モノリスを用いてヒトザルを進化させた事によって誕生したものとされている。2001年の時点では最も近い物で地球から500光年の地点に存在しており、TMA-1の信号により人類が宇宙に進出した事を知るも、報告の結果から人類を不適格とみなしてモノリスにその殲滅を命じている。信号はあくまで光速であるため、往復に約1000年を要している。

## パソコンのモノリス
サブノートの開祖であるThinkPad 220のさらにプロトタイプであるVHSサイズの試作機の名がモノリスである。それを元に商品化されたのがPalm Top PC 110である。
後年、ThinkPad 235用にアルミ削り出しパームレストが限定販売された。商品紹介に記載の商品名は「モノリス？」だった。

## モノリス大明神
2001年度の日本SF大会の会場に、モノリスのモニュメントが飾られていた。いつの間にか賽銭箱や注連縄を付けられ、神社の御神体の如く扱われていったことから、いつしかそのモニュメントは「モノリス大明神」と呼ばれるようになった。

## 火星のモノリス
2009年、NASAの発表によると、HiRISEで撮影された火星のフォボスの写真の中に、モノリスのような黒い物体が見られ話題を呼んだ（C-SPAN『Washington Journal』2009年7月20日、写真はマーズ・リコネッサンス・オービターの撮影）。
これについて最初に発言したバズ・オルドリンは、非常に珍しい形の自然物だと説明するが、詳細は不明である。